# Rövid hüvelykujj-távolító izom

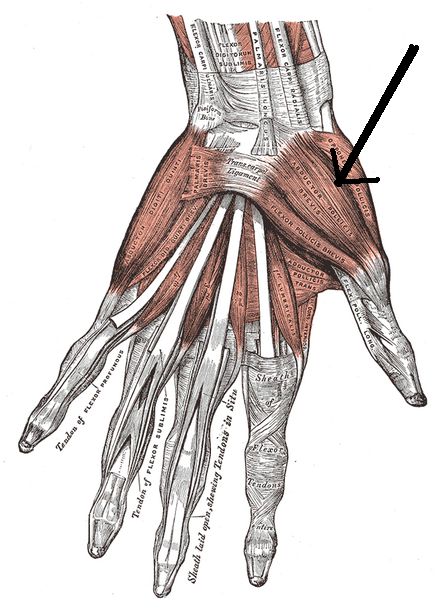
A tenyér (a nyíl mutatja a rövid hüvelykujj-távolító izmot)

A rövid hüvelykujj-távolító izom (latinul musculus abductor pollicis brevis) egy izom az ember kézfejének tenyéri oldalán.

## Eredés, tapadás, elhelyezkedés
Sima kis izom éppen a bőr alatt. Thenar-izom, ami azt jelenti, hogy a hüvelykujj izompárnáját alkotja. A hajlítóizmokat leszorító szalagról (retinaculum musculorum flexorum) és a sajkacsont (os scaphoideum) dudorától és néha azonfelül a trapézcsontról (os trapezium) ered. Majd végig fut a hüvelykujj mentén annak az I. ujjperccsontján tapad.

## Funkció
Távolítja a hüvelykujjat és szembefordítja a tenyérrel.

## Beidegzés, vérellátás
A nervus medianus idegzi be és az arteria radialis arcus volaris superficialis része látja el vérrel.